# Condado de Ellis (Oklahoma)
El condado de Ellis (en inglés: Ellis County), fundado en 1907, es un condado del estado estadounidense de Oklahoma. En el año 2000 tenía una población de 4.075 habitantes con una densidad de población de una persona por km². La sede del condado es Arnett.

## Geografía
Según la oficina del censo el condado tiene una superficie total de 3190 km² (1231,7 mi²), de los que 3183 km² (1229,0 mi²) son tierra y 7 km² (2,7 mi²) (0,22%) son agua.

### Condados adyacentes
- Condado de Harper - norte
- Condado de Woodward - este
- Condado de Dewey - sureste
- Condado de Roger Mills - sur
- Condado de Hemphill - suroeste
- Condado de Lipscomb - oeste
- Condado de Beaver - noroeste

### Principales carreteras y autopistas
- U.S. Autopista 60
- U.S. Autopista 283
- Autopista estatal 15
- Autopista estatal 46
- Autopista estatal 51

## Demografía
Según el censo del 2000 la renta per cápita media de los habitantes del condado era de 27.951 dólares y el ingreso medio de una familia era de 33.750 dólares. En el año 2000 los hombres tenían unos ingresos anuales 27.237 dólares frente a los 17.772 dólares que percibían las mujeres. El ingreso por habitante era de 16.472 dólares y alrededor de un 12,50% de la población estaba bajo el umbral de pobreza nacional.

## Ciudades y pueblos
- Arnett
- Fargo
- Gage
- Shattuck